# Кастр (Ен)
Кастр (фр. Castres) насеље је и општина у североисточној Француској у региону Пикардија, у департману Ен (Пикардија) која припада префектури Сен Кентен.
По подацима из 2011. године у општини је живело 234 становника, а густина насељености је износила 40,98 становника/km². Општина се простире на површини од 5,71 km². Налази се на средњој надморској висини од 80 метара (максималној 104 m, а минималној 67 m).

## Демографија
| 1962. | 1968. | 1975. | 1982. | 1990. | 1999. | 2011. |
| ----- | ----- | ----- | ----- | ----- | ----- | ----- |
| 169   | 183   | 170   | 141   | 156   | 164   | 234   |

График промене броја становника у току последњих година